# Clube Atlético Hermann Aichinger
O Clube Atlético Hermann Aichinger ou Atlético de Ibirama foi um clube de futebol brasileiro da cidade de Ibirama, em Santa Catarina. Atualmente está sem planos para voltar ao futebol profissional.
O Clube Atlético de Ibirama foi fundado no dia 20 de setembro de 1951. A reunião de fundação ocorreu no bar de Geraldo Stoll, e o clube teve Alberto Lessa como seu primeiro presidente.
Em março de 1955, foi adotado o nome atual, Clube Atlético Hermann Aichinger, em homenagem ao patrono do clube, Hermann Aichinger, que doou o terreno onde fica o atual estádio, conhecido popularmente como Estádio da Baixada.
Em 1992, representou o estado no Campeonato Sul-Brasileiro de Futebol Amador, realizado em Curitiba. O clube só se profissionalizou em 1993, quando participou pela primeira vez de uma competição oficial, sagrando-se campeão catarinense da 2ª divisão. Após severa crise financeira, licenciou-se da Federação Catarinense de Futebol em 1995, disputando apenas competições amadoras. Retornou ao futebol profissional em 2001, quando foi novamente campeão catarinense da 2ª divisão.
Foi vice-campeão catarinense em 2004 e 2005, tendo assim o direito de disputar a Copa do Brasil de 2005 e 2006, mas não passou da primeira fase.
Em abril de 2010, o clube se licencia das atividades de futebol, e o presidente do clube anuncia que o clube se licenciará do futebol do estado por tempo indefinido, por falta de recursos financeiros. Em 2011, volta ao futebol profissional, disputando a Divisão Especial do Campeonato Catarinense.
O clube já teve várias torcidas organizadas, como a Fúria Atleticana e a Loucos da Baixada, que apoiaram o time fielmente tanto nos jogos em casa como em outras cidades

## Títulos
| ESTADUAIS | ESTADUAIS                          | ESTADUAIS | ESTADUAIS   |
|           | Competição                         | Títulos   | Temporadas  |
|           | Campeonato Catarinense - Série B   | 2         | 1993 e 2001 |
|           | Campeonato Catarinense de Amadores | 1         | 1992        |
| --------- | ---------------------------------- | --------- | ----------- |